# Gustav-Adolf-Straße (Weißenfels)
In der Gustav-Adolf-Straße der Stadt Weißenfels in Sachsen-Anhalt befindet sich ein Denkmalbereich. Im örtlichen Denkmalverzeichnis ist der Denkmalbereich verzeichnet.

## Allgemein
Namensgeber für die Straße war der Schwedenkönig Gustav Adolf II., der in der Schlacht bei Lützen gegen katholische Truppen tödlich verwundet wurde. Nach seinem Tod wurde er im Geleitshaus in Weißenfels aufgebahrt. Zur Erinnerung an den Schwedenkönig steht in der Friedrichsstraße ein Gedenkstein.

## Denkmalbereich
Der Denkmalbereich der Großen Burgstraße umfasst die Hausnummern 1, 2, 3, 4, 5, 6, 7, 8, 9, 10, 11, 12, 14, 16, 18, 20, 22, 24, 26 und 28. Obwohl die Hausnummern 1, 3, 5, 10, 12, 14 und 16 Teil des Denkmalbereiches sind, stehen diese Gebäude noch einmal gesondert unter Denkmalschutz, wobei die Hausnummern 10, 12, 14, 16 als ein Häuserblock zusammen unter Denkmalschutz gestellt sind.
Unter der Hausnummer 1 und 3 befindet sich die Lutherkirche.

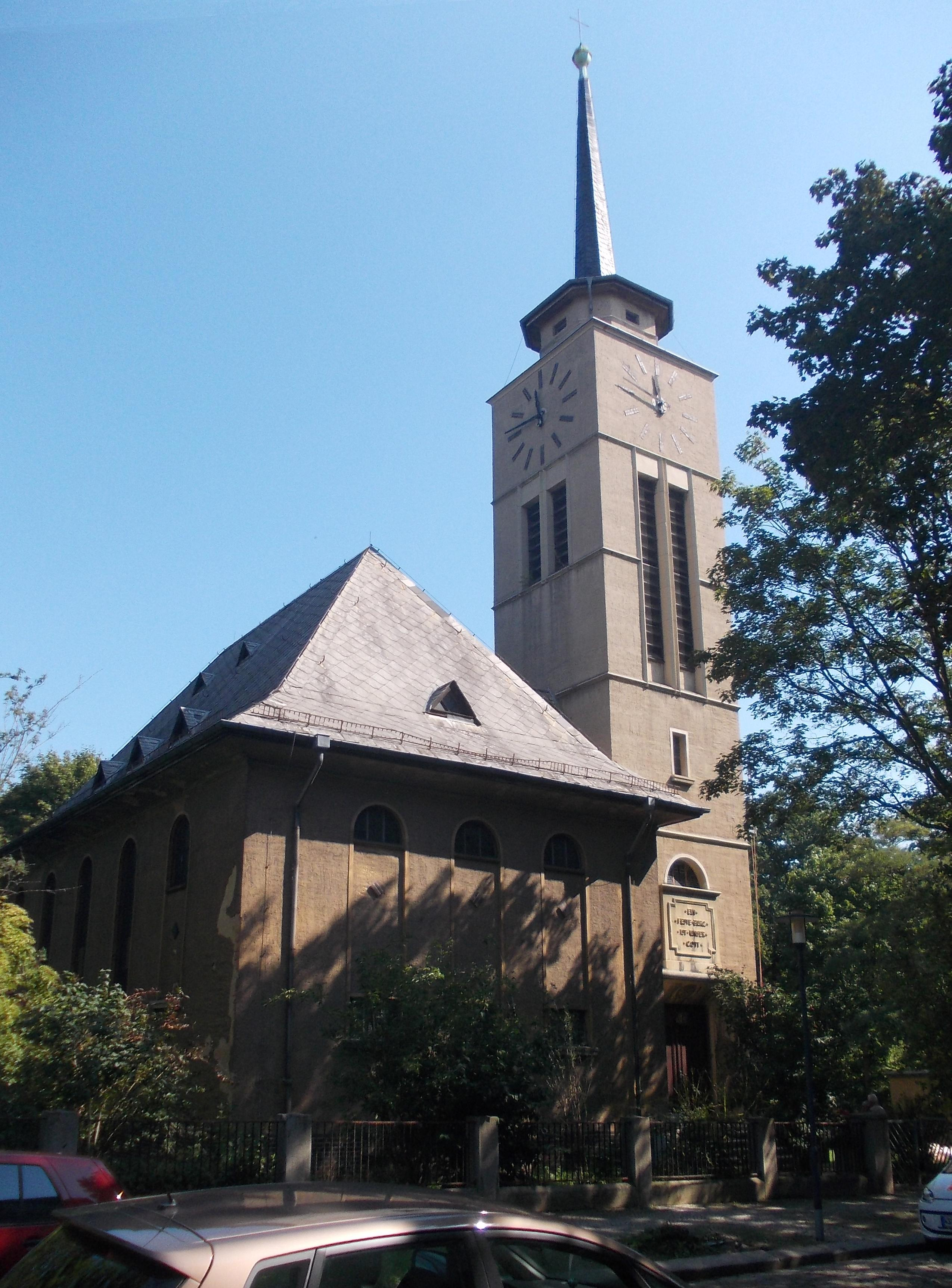
Lutherkirche (Nr. 1, 3)
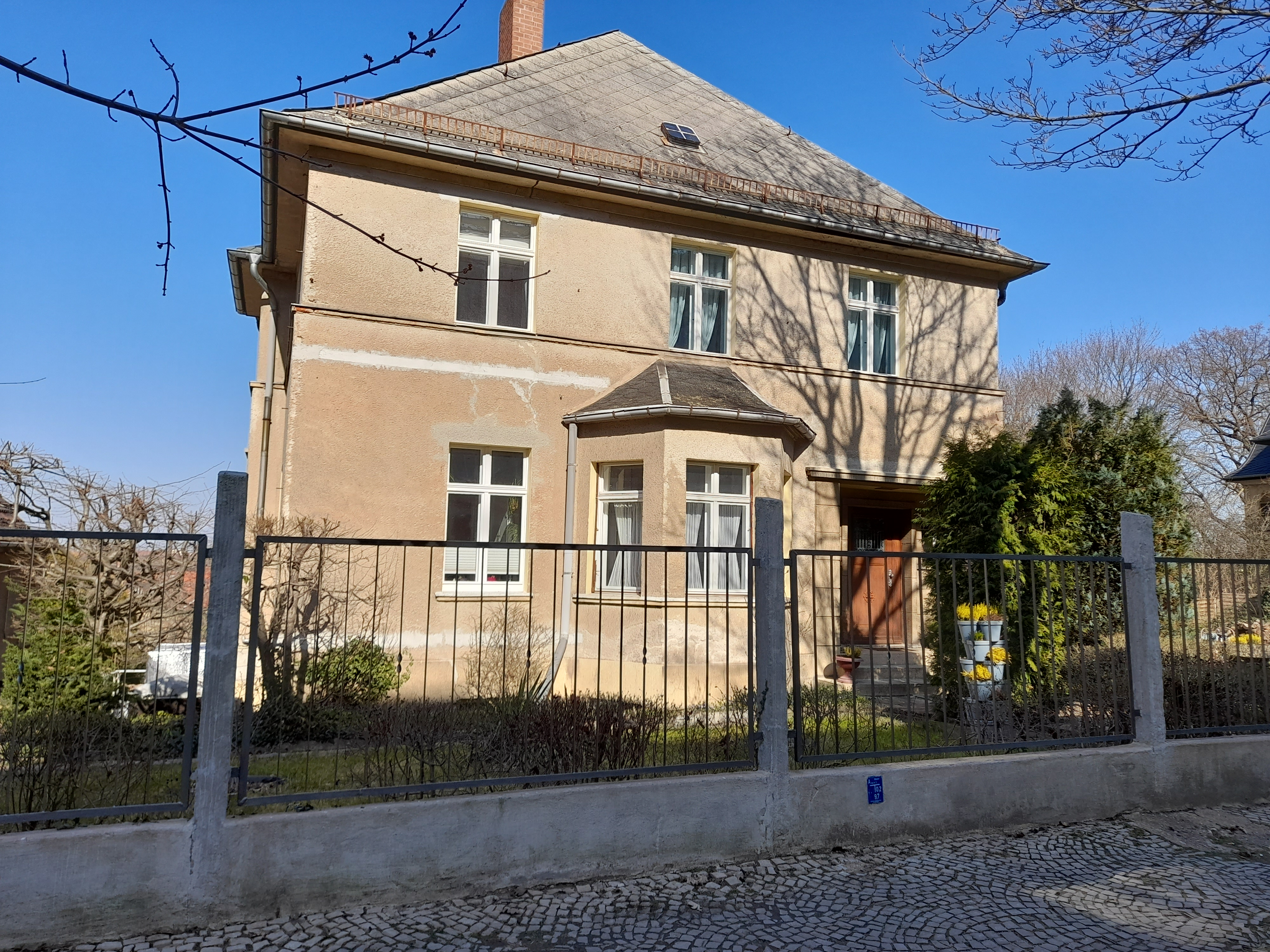
Nr. 5
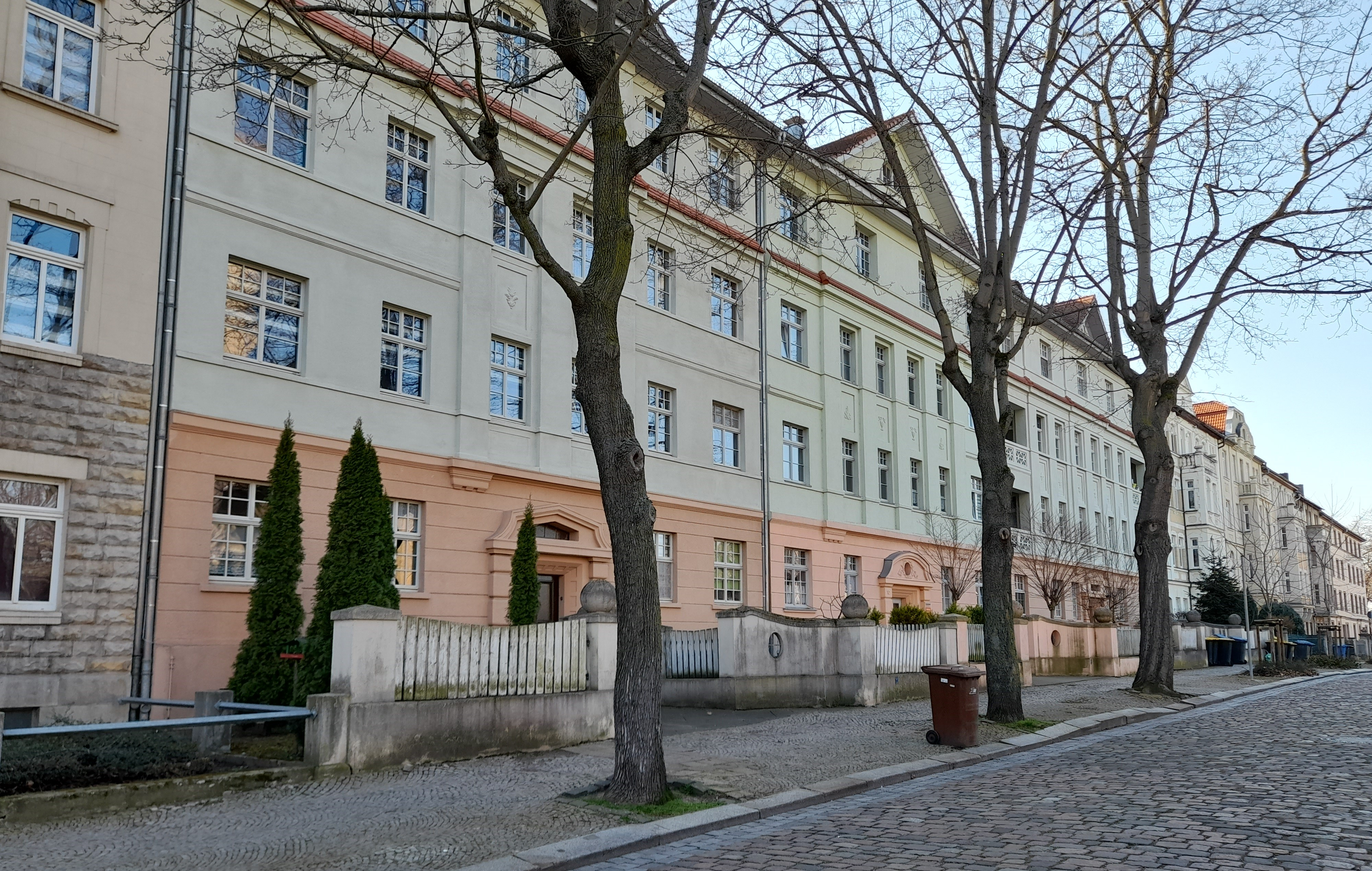
Nr. 10, 12, 14, 16
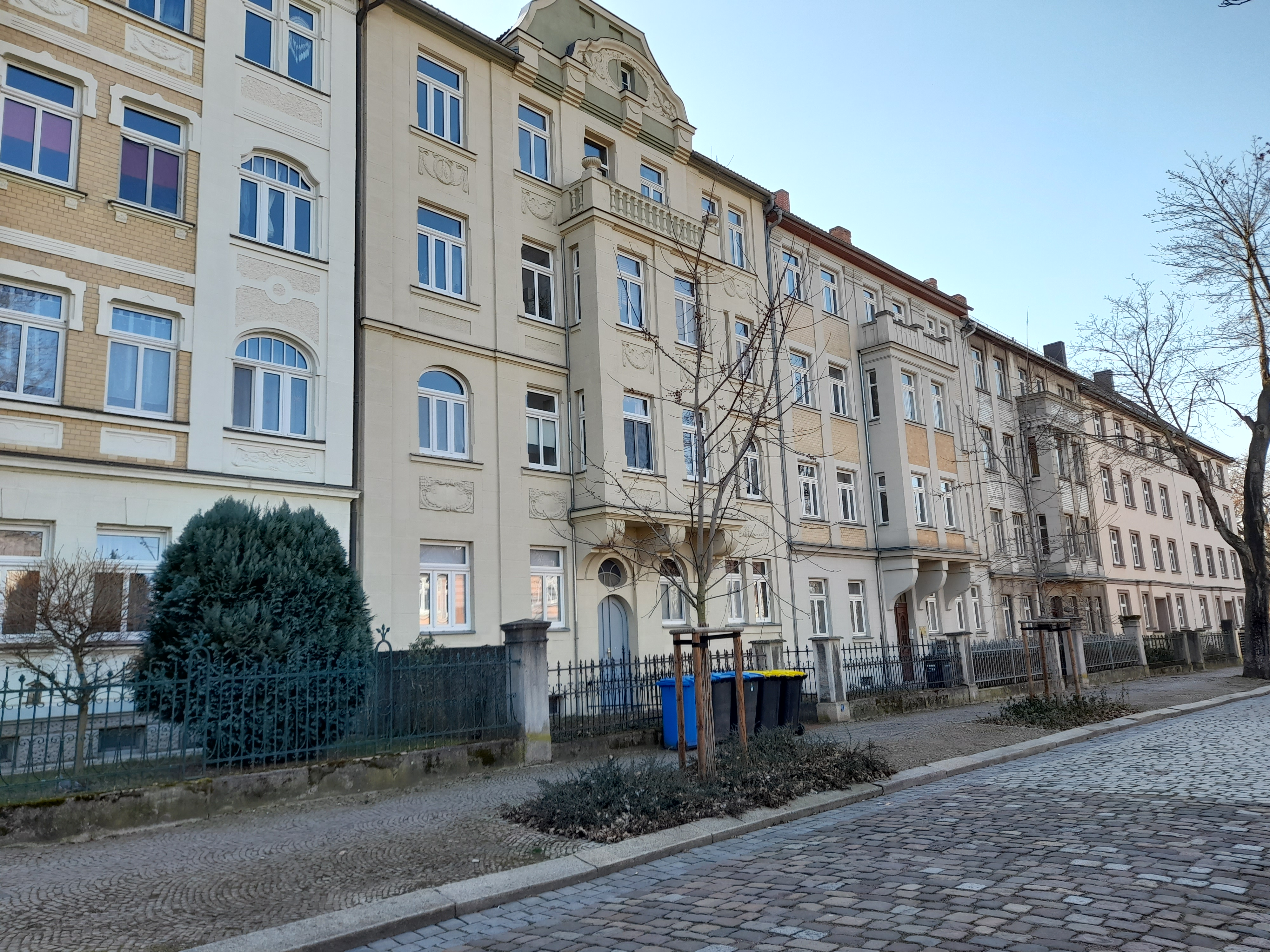
Nr. 18 und weitere